# Claude Malhuret
Claude Malhuret (Estrasburgo, Francia, 8 de marzo de 1950) es un médico, abogado y político francés, miembro del Senado desde 2014 en representación del departamento de Allier. Miembro de Horizontes (HOR), preside el grupo parlamentario de centro-derecha Los Independientes - República y Territorios (LIRT) en el Senado desde 2017.
Anteriormente, Malhuret fue Secretario de Estado de Derechos Humanos (1986-1988), alcalde de Vichy (1989-2017), diputado a la Asamblea Nacional (1993-1997) y al Parlamento Europeo (1989-1993).